# Pascal Richter (Fußballspieler)
Pascal Richter (* 10. Oktober 1996 in Oldenburg) ist ein deutscher Fußballspieler.

## Werdegang
Richter begann seine Fußballlaufbahn im Nachwuchsbereich des VfB Oldenburg, bevor er 2012 zum VfL Osnabrück wechselte, wo er ein Jahr lang in der U16 und U17 zum Einsatz kam. Im Juli 2013 wechselte er in die A-Junioren-Bundesliga zur U19 von Bayer 04 Leverkusen. Für die Leverkusener bestritt er 39 Ligaspiele sowie elf Spiele in zwei Spielzeiten der UEFA Youth League.
Im Juni 2015 wechselte Richter zurück zum VfL Osnabrück in die 3. Liga und unterschrieb mit dem Zweijahresvertrag seinen ersten Profivertrag. Er bekam anfangs einen Stammplatz in der zweiten Mannschaft und kam am vierten Spieltag gegen den 1. FC Germania Egestorf/Langreder in der Fußball-Oberliga Niedersachsen zum Einsatz. Sein Pflichtspieldebüt in der ersten Mannschaft gab er schließlich am 12. September 2015 gegen den SV Wehen Wiesbaden. In der Winterpause 2016/17 löste Richter seinen Vertrag in Osnabrück auf. Zur Rückrunde 2017 wechselte er wieder zum VfB Oldenburg, bei dem er seine Fußballkarriere begonnen hatte, und schloss sich dessen Regionalligamannschaft an.

## Erfolge
- Aufstieg in die 3. Liga: 2022
- Meister der Regionalliga Nord: 2022